# Crozon
Crozon település Franciaországban, Finistère megyében. Lakosainak száma 7410 fő (2022. január 1.). Crozon Argol, Camaret-sur-Mer, Lanvéoc, Roscanvel és Telgruc-sur-Mer községekkel határos.

## Népesség
A település népességének változása:
| Lakosok száma | 6895 | 7525 | 7705 | 7684 | 7634 | 7601 | 7477 | 7386 | 7360 | 7410 |
|               | 1968 | 1982 | 1990 | 2006 | 2013 | 2015 | 2017 | 2019 | 2020 | 2022 |